# (37568) 1989 TP
1989 تي بي (ويعرف أيضًا باسم (37568) 1989 تي بي وفق تسمية الكوكب الصغير) (بالإنجليزية: 1989 TP)‏ هو كويكب ضمن حزام الكويكبات؛ وترتيبه 37568 من حيث الاكتشاف.
اكتُشف هذا الجُرم الفلكي بواسطة اليانور إف. هيلين في 4 أكتوبر 1989.

## وصلات خارجية
- (37568) 1989 TP في قاعدة بيانات مختبر الدفع النفاث لأجرام النظام الشمسي الصغيرة

- الاكتشاف · مخطط المدار ·  العناصر المدارية · المعلمات المادية

- (37568) 1989 TP على موقع ويكي سكاي: DSS2, SDSS, GALEX, IRAS, Hydrogen α, X-Ray, Astrophoto, Sky Map, Articles and images